# 655th Intelligence, Surveillance and Reconnaissance Wing
Il 655th Intelligence, Surveillance and Reconnaissance Wing è uno stormo ISR dell'Air Force Reserve Command, inquadrato nella Tenth Air Force. Il suo quartier generale è situato presso la Wright-Patterson Air Force Base, in Ohio.

## Organizzazione
Attualmente, al 2023, esso controlla:
- 655th Intelligence, Surveillance and Reconnaissance Group
  -  14th Intelligence Squadron
  - 16th Intelligence Squadron, distaccato presso Fort George G. Meade, Maryland
  - 23rd Intelligence Squadron, Joint Base San Antonio-Lackland, Texas
  - 49th Intelligence Squadron, distaccato presso la Offutt Air Force Base, Nebraska
  - 64th Intelligence Squadron
  - 71st Intelligence Squadron
  - 512th Intelligence Squadron, distaccato presso Fort George G. Meade, Maryland
- 755th Intelligence, Surveillance and Reconnaissance Group
  - 28th Intelligence Squadron, distaccato presso Hurlburt Field, Florida
  -  38th Intelligence Squadron, distaccato presso la Beale Air Force Base, California
  - 42nd Intelligence Squadron, distaccato presso la Joint Base Langley-Eustis, Virginia
  -  50th Intelligence Squadron, distaccato presso la Beale Air Force Base, California
  - 63rd Intelligence Squadron, distaccato presso la Joint Base Langley-Eustis, Virginia
  -  718th Intelligence Squadron, distaccato presso la Joint Base Langley-Eustis, Virginia
  - 820th Intelligence Squadron, distaccato presso la Offutt Air Force Base, Nebraska